# Европско првенство у атлетици на отвореном 2014 — 5.000 метара за жене
Такмичње у трчању на 5.000 метара у женској конкуренцији на Европском првенству у атлетици 2014. у Цириху одржано је 14. и 16. августа на стадиону Лецигрунд.
Титулу освојену у Хелсинкију 2012, није бранила Олга Головкина из Русије.
Због малог броја пријављених атлетичарки за ову трку (17), нису одржане квалификације него само финална трка 16. августа.

## Земље учеснице
Учествовало је 17 такмичарки из 14 земаља.
1. Аустрија (1)
2. Италија (1)
3. Норвешка (1)
4. Немачка (1)
5. Пољска (1)
6. Португалија (1)
7. Русија (1)
8. Словенија  (1)
9. Турска (1)
10. Уједињено Краљевство (2)
11. Холандија (2)
12. Чешка (1)
13. Шведска (1)
14. Шпанија (2)

## Рекорди
| Рекорди пре почетка Европског првенства 2014. | Рекорди пре почетка Европског првенства 2014. | Рекорди пре почетка Европског првенства 2014. | Рекорди пре почетка Европског првенства 2014. | Рекорди пре почетка Европског првенства 2014. |
| --------------------------------------------- | --------------------------------------------- | --------------------------------------------- | --------------------------------------------- | --------------------------------------------- |
| Светски рекорд                                | Тирунеш Дибаба, Етиопија                      | 14:11,15                                      | Осло, Норвешка                                | 6. јун 2008.                                  |
| Европски рекорд                               | Лилија Шобухова, Русија                       | 14:23,75                                      | Казањ, Русија                                 | 19. јул 2008                                  |
| Рекорди Европских првенстава                  | Алемиту Бекеле, Турска                        | 14:52,20                                      | Барселона, Шпанија                            | 1. август 2010                                |
| Светски рекорд сезоне                         | Гензебе Дибаба, Етиопија                      | 14:28,88                                      | Монако                                        | 18. јул 2014.                                 |
| Европски рекорд сезоне                        | Сифан Хасан, Холандија                        | 14:59,13                                      | Станфорд, САД                                 | 4. мај 2014.                                  |

### Најбољи европски резултати у 2014. години
Десет најбољих атлетичарки у трци на 5.000 метара 2014. године до почетка првенства (12. августа 2014), имале су следећи пласман на европској и светској ранг листи. (СРЛ)
| 1.  | Сифан Хасан, Холандија                | 14:59,13 | 4. мај  | 11. СРЛ      |
| 2.  | Мераф Бафта, Шведска                  | 14:59,49 | 4. мај  | 12. СРЛ - НР |
| 3.  | Џоан Пејви, Уједињено Краљевство      | 15:04,87 | 5. јун  | 16. СРЛ      |
| 4.  | Emelia Gorecka, Уједињено Краљевство  | 15:07,45 | 4. мај  | 18. СРЛ      |
| 5.  | Џулија Блисдејл, Уједињено Краљевство | 15:11,68 | 5. јун  | 26. СРЛ      |
| 6.  | Клеманс Калвен, Француска             | 15:12,83 | 18. јул | 28. СРЛ      |
| 7.  | Јелена Коропкина, Русија              | 15:14,67 | 30. мај | 30. СРЛ      |
| 8   | Сабрина Мокенхаупт, Немачка           | 15:18,53 | 28. мај |              |
| 9.  | Рената Плис, Пољска                   | 15:18,75 | 16. јул | 39. СРЛ      |
| 10. | Сара Мореира, Португалија             | 15:20,01 | 12. јун |              |

Такмичарке чија су имена подебљана учествовале су на ЕП.

## Освајачи медаља
|                     |                       |                        |
| Мераф Бахта Шведска | Сифан Хасан Холандија | Сузан Кујкен Холандија |

## Сатница
| Датум      | Време | Коло          |
| ---------- | ----- | ------------- |
| 14. август | 12:10 | Квалификације |
| 16. август | 17:40 | Финале        |

## Стартна листа
Табела представља листу такмичарки у скоку удаљ са њиховим личним рекордом, најбољим резултатом у сезони 2014 и националним рекордом земље коју представљају (пре почетка првенства).
|     | СБР  | Атлетичарка               | Земља                | ЛР       | ЛРС      | НР       |
| --- | ---- | ------------------------- | -------------------- | -------- | -------- | -------- |
| 1.  | 1170 | Emelia Gorecka            | Уједињено Краљевство | 15:07,45 | 15:07,45 | 14:29,11 |
| 2.  | 1338 | Сузан Кујкен              | Холандија            | 15:04,36 |          | 14:37,33 |
| 3.  | 1217 | Марен Кок                 | Немачка              | 15:22,75 | 15:22,75 | 14:42,03 |
| 4.  | 1350 | Каролине Бјеркели Гревдал | Норвешка             | 15:16,27 |          | 14:37,33 |
| 5.  | 1510 | Мераф Бахта               | Шведска              | 14:59,49 | 14:59,49 | 14:59,49 |
| 6.  | 1135 | Јенифер Вент              | Аустрија             | 15:36,96 | 15:36,96 | 15:10,54 |
| 7.  | 1185 | Џоан Пејви                | Уједињено Краљевство | 14:39,96 | 15:04,87 | 14:29,11 |
| 8.  | 1380 | Рената Плис               | Пољска               | 15:18,75 | 15:18,75 | 15:04,88 |
| 9.  | 1334 | Сифан Хасан               | Холандија            | 15:18,75 | 15:18,75 | 14:37,33 |
| 10. | 1393 | Ђулија Виола              | Италија              | 15:40,30 | 15:40,30 | 14:44,50 |
| 11. | 1090 | Нурија Френандез          | Шпанија              | 15:31,02 | 15:31,02 | 14:44,65 |
| 12. | 1527 | Гамзе Булут               | Турска               | 15:37,70 | 15:37,70 | 14:24,68 |
| 13. | 1361 | Соња Роман                | Словенија            | 15:40,41 | 15:40,41 | 15:15,40 |
| 14. | 1394 | Сара Мореира              | Португалија          | 14:54,71 | 15:20,01 | 14:36,45 |
| 15. | 1065 | Кристина Маки             | Чешка                | 15:35,62 | 15:35,62 | 15:35,62 |
| 16. | 1429 | Јелена Коропкина          | Русија               | 15:14,67 | 15:14,67 | 14:23,75 |
| 17. | 1092 | Паула Гонзалес            | Шпанија              | 15:37,62 | 15:37,62 | 14:44,95 |

## Резултати

### Квалификације
Нису одржане

### Финале
| Место | Атлетичарка               | Земља                | Резултат | Белешка |
| ----- | ------------------------- | -------------------- | -------- | ------- |
|       | Мераф Бахта               | Шведска              | 15:31,39 |         |
|       | Сифан Хасан               | Холандија            | 15:31,79 |         |
|       | Сузан Кујкен              | Холандија            | 15:32,82 |         |
| 4     | Јелена Коропкина          | Русија               | 15:32,89 |         |
| 5     | Нурија Френандез          | Шпанија              | 15:35,59 |         |
| 6     | Сара Мореира              | Португалија          | 15:38,13 |         |
| 7     | Џоан Пејви                | Уједињено Краљевство | 15:38,41 |         |
| 8     | Ђулија Виола              | Италија              | 15:38,76 | ЛР      |
| 9     | Emelia Gorecka            | Уједињено Краљевство | 15:42,98 |         |
| 10    | Гамзе Булут               | Турска               | 15:44,73 |         |
| 11    | Јенифер Вент              | Аустрија             | 15:47,61 |         |
| 12    | Рената Плис               | Пољска               | 15:48,58 |         |
| 13    | Каролине Бјеркели Гревдал | Норвешка             | 15:52,78 |         |
| 14    | Kristiina Mäki            | Чешка                | 15:57,13 |         |
| 15    | Марен Кок                 | Немачка              | 16:04,60 |         |
| 16    | Паула Гонзалес            | Шпанија              | 16:24,58 |         |
| —     | Соња Роман                | Словенија            | НЗ       |         |

### Пролазна времена
| Дистанца | Атлетичарка  | Држава  | Време    |
| -------- | ------------ | ------- | -------- |
| 1.000 м  | Сара Мореира | Шпанија | 3:08,02  |
| 2.000 м  | Сара Мореира | Шпанија | 6:25,46  |
| 3.000 м  | Рената Плис  | Пољска  | 9:40,24  |
| 4.000 м  | Мераф Бахта  | Шведска | 12:47,07 |